# Уэйти, Стенд
Стенд Уэ́йти (англ. Stand Watie (Uwatie); 12 декабря 1806, Уткалога, Чероки-Нашен — 9 сентября 1871, округ Делавэр, Чероки-Нашен), также известен также как Стендхоуп Уэйти, Дегатага, Айзек С. Уэйти — вождь индейцев чероки, бригадный генерал армии конфедератов во время Гражданской войны в США. Командовал индейской кавалерией, состоявшей в основном из племён чероки, маскоги и семинолов. Уэйти последним из генералов Конфедерации сложил оружие перед федеральными войсками. Стенд Уэйти — брат черокского просветителя Галлегины Увейти, более известного как Элиас Будино.

## Биография

### Молодость
Уэйти родился в посёлке Уткалога (Oothcaloga) на Территории народа Чероки, состоявшей de facto под протекторатом США. Его отцом был Увейти (Uwatie, на языке чероки «древний»), который крестился и принял имя Дэвид Увейти, и Сюзанна Риз (Susanna Reese) смешанного европейско-черокского происхождения. К 1827 г. Дэвид Увейти стал богатым рабовладельцем-плантатором. Кроме того, он держал паромную переправу через реку Хайтауэр. Стенд Увейти при крещении получил имя Айзек Увейти (Isaac Oowatie), однако вместо христианского имени он предпочитал имя Стенд — буквальный перевод своего черокского имени Такертокер (букв. «стой крепко», англ. «Stand Firm»). Позднее он сократил написание своей фамилии и стал Уэйти (Watie) вместо Увейти (Uwatie).
Стенд Уэйти научился читать и писать по-английски в моравской миссионерской школе в городе Спринплейс (штат Джорджия). А на родном языке он написал ряд статей для основанной его братом Элиасом Будино черокской газеты Cherokee Phoenix. Стенд и Элиас участвовали в полемике против антииндейских законов штата Джорджия. Позднее, когда на Территории Чероки было обнаружено золото, туда хлынули тысячи белых поселенцев, которые стали самовольно захватывать индейские земли. Несмотря на то, что права индейцев защищали федеральные договоры, в 1832 г. правительство штата конфисковало большинство индейских земель, а милиция штата разгромила редакцию газеты Cherokee Phoenix.
Братья Уэйти вынужденно поддержали переселение индейцев на Индейскую территорию (ныне штат Оклахома) и вошли в Партию Майора Риджа, которая, не будучи легитимным правительством племени, подписала Договор Новой Эчоты (en:Treaty of New Echota). Партия главного вождя Джона Росса, выступавшего против переселения, и большинство чероки не признавали законности этого договора. Уэйти, его семья и немногие другие чероки мигрировали в 1835 г. на запад вместе со своими рабами. А те, кто предпочёл остаться в Джорджии, были насильственно переселены американским правительством в период до 1838 г. Депортация из-за непродуманных действий армии США (руководил «операцией» генерал Уинфилд Скотт) и суровости условий получила название «Дорога слёз», более 4 тысяч индейцев умерли по дороге и в лагерях. Вскоре партия Росса приговорила к смерти предводителей «партии Договора» и организовала убийства братьев Уэйти и семьи Ридж за предательство, — лишь Стенд Уэйти сумел спастись. Детей Элиаса Будино он ради безопасности переправил в штат Коннектикут, в семью их матери Гарриэт (скончавшейся в 1836 г.).
Летом 1846 года Росс и Уэйти встретились и прилюдно пожали друг другу руки. Оба они, разумеется, были честными патриотами, но Уэйти — патриотом реалистичным. По новому договору с США от 17 августа 1846 года все внутренние разногласия на новой территории чероки объявлялись урегулированными.
Будучи рабовладельцем, Уэйти стал успешным плантатором в Спавино-Крик (Spavinaw Creek) на Индейской территории. Он служил в Совете племени чероки в 1845—1861, некоторое время был его спикером.

### Участие в Гражданской войне в США
Уэйти был одним из двух индейцев, дослужившихся до генеральского звания в годы Гражданской войны в США — вторым был Эли Паркер из племени сенека, сражавшийся на стороне США. К тому же на Индейскую территорию просочились слухи о планах Вашингтона снова переселить индейцев, а их владения открыть для белых американцев. В частности, будущий госсекретарь Вильям Сьюард в октябре 1860 г. заявил, что для благополучия Америки необходимо освободить от индейцев земли к югу от Канзаса.
Ещё до того, как вождь Джон Росс и совет племени решили поддержать Конфедеративные штаты Америки, Уэйти организовал кавалерийский полк (1st Cherokee Mounted Rifles). 7 октября 1861 года чероки заключили союз с Конфедерацией. Индейские республики были объявлены протекторатами КША. В октябре же 1861 года Стенду было присвоено звание полковника, а его полк получил 2-й номер. Хотя он сражался против федеральных войск, ему также пришлось поучаствовать в военных действиях между фракциями племени чероки, а также против маскоги, фракции семинолов и других индейцев, поддержавших федеральное правительство США. Уэйти сыграл важную роль в битве у Пи-Ридж в штате Арканзас 6-8 марта 1862 г., в которой победили федералы. Войска Уэйти захватили артиллерийские позиции федералов и прикрывали отступление конфедератов с поля боя.
После того, как племя чероки распалось на фракции, занимавшие различные позиции по поводу поддержки той или иной стороны в войне, Уэйти продолжал возглавлять остатки своей кавалерии. Генерал Сэмюэл Белл Мэкси присвоил ему звание бригадного генерала и поручил ему командование 1-й индейской бригадой, состоявшей из двух полков и трёх индейских батальонов — чероки, семинолов и осаге. Эти войска расположились к югу от Канадской Реки и периодически переходили её, совершая рейды на федеральную территорию.
В 1863 г. после того, как Джон Росс бежал с территории чероки в Вашингтон, Стенд Уэйти был избран верховным вождём чероки.
Бригада Уэйти участвовала в ряде сражений и столкновений на западе Конфедерации. Она участвовала в битве при Кэбин-Крик в сентябре 1864 г. — крупнейшей победе Конфедерации, когда Уэйти и генерал Ричард Монтгомери Гано совершили рейд, захватили федеральный поезд с грузом стоимостью примерно в 1 миллион долларов.
23 июня 1865 года, после Битвы у Доуксвилля, Уэйти подписал соглашение о прекращении огня с федеральными войсками, став, таким образом, последним генералом-конфедератом, сложившим оружие в Гражданской войне. Он потерял обоих своих сыновей, старший из которых — Саладин Уэйти — отличился в войне, сражаясь под отцовским началом.

## Образ в кинематографе
- 1953 — Великое восстание сиу[англ.] (х/ф, США). Роль Уэйти исполнил Гленн Стрейндж[9].